# Herminia zammodia
Herminia zammodia là một loài bướm đêm trong họ Noctuidae.